# Flammes de vie
Flammes de vie (titre original : Heartfire) est un roman de fantasy écrit par Orson Scott Card et publié en 1998.
Ce roman fait partie des chroniques d'Alvin le Faiseur et fait suite au Compagnon.

## Éditions
- Heartfire, Tor Books, août 1998, 301 p.  (ISBN 0-312-85054-9)
- Flammes de vie, L'Atalante, coll. « La Dentelle du cygne », mars 1999, trad. Patrick Couton, 400 p.  (ISBN 2-84172-099-3)

## Les Chroniques d'Alvin le Faiseur
- Le Septième Fils
- Le Prophète rouge
- L'Apprenti
- Le Compagnon
- Flammes de vie
- La Cité de cristal
- Master Alvin